# Francisco Codoñer Pascual
Francisco Codoñer Pascual, conegut també amb el pseudònim artístic de J. Lito (València, 15 de setembre de 1897 - Barcelona, 18 de novembre de 1989) va ser un músic i compositor valencià, establert a Barcelona. És l'autor, entre moltes altres, de la música de la cançó "Mi casita de papel" popularitzada als anys 40 del segle passat, i amb lletra de la seva dona Mercè Belenguer. Entre d'altres vocalistes, va escriure cançons per al cantador Pepe Blanco: Soy postinero, Sombrero en mano...

## Obra musical
Cançons
- 1927. Aromas de Valencia
- 1927. Oro y caireles, pasdoble
- 1949. Sombrero en mano, pasdoble espanyol
- 1949. Calle Ervira, pasdoble. Lletra de H. Montes.
- 1950. Ay Pocholo, samba
- 1951. Aurora, vals cançó mexicana. Lletra de M. Godoy[nt 1]
- 1955. Soy postinero, pasdoble
- Despierta, fox-trot
- En las fraguas, fox-trot gitano
- La mujer manda, shimmy-blues. Lletra de M. Godoy[nt 1]
- ¡No hay plazo!, cuplet. Lletra de Nik. Música en col·laboració amb Felip Caparrós.
- Quiero olvidar, tango milonga. Lletra de H. Montes
- Tomás, quiero ser mamá, xarleston. Lletra de M. Godoy[nt 1]
- Junto a la orilla del río, marchiña

Espectacles
- 1925. Luz en las sombras. Revista còmico-lírico-fantàstica en 2 actes i 12 quadres. Lletra de R. Acedo. Teatre Bosque de Barcelona.
- 1954. Me debes un beso. Llibret de Ramon Perelló i de Pere Llabrés. Teatre Poliorama.
- 1955. Dos amores vienen cantando. Llibret de Blanca Flores i Pere Llabrés. Teatre Poliorama.